# 下仮屋カナエ
下仮屋 カナエ（本名：下仮屋 花苗、1993年8月26日-）は、日本のタレント。大阪府出身。元ケイダッシュステージ所属。本名下仮屋花苗。

## 来歴
2012年
- 4月から都内の大学に入るため、大阪から上京。

2013年
- 8月頃から、ブログやタレント活動を開始。

2014年
- ミスキャンパスに選ばれる。

- 12月19日「仮屋世 来音（かりやせ らいと）」として風男塾に加入。

2018年
- 11月9日 「熱闘！風男塾net -特別編-」にて、瀬斗光黄と共に卒業発表。年内の卒業を元より考えており、2018年12月30日の「黒白歌合戦」、卒業公演「瞬間到来094」を最後に卒業。

- 12月30日 ケイダッシュステージを辞め、フリーになる。

2019年
- 3月27日 オリジナルブランド「Kanarry[1]」を立ち上げる。

2022年
- イギリス ロンドンに移住。

## 人物
趣味は、今日のハッピーを見つけること。
特技は、ストリートダンス、ポジティブ変換。ブログの文末に今日のハッピーをよく書いている。性格は、事務所を訪問する際に履歴書を持たずに行くと言うおっちょこちょい。

## ライブ・イベント
仮屋世来音としての出演は「風男塾」の項を参照

### イベント
2019年
- 8月15日「26th  Birthday Party〜今日を3150 094にすっぞ〜」会場:パセラ　グランデ　渋谷
- 12月28日「カナエ会議〜thank you 2019〜」会場:CAFE CARB

2020年
- 3月15日「喜屋武ちあきVer3.6記念イベント『kyanPa!!2020』」会場:At 新宿ヒミツキチラボ365 ゲスト出演

## 主な出演作品

### テレビ放送
- アカデミーナイト（TBS、2014年10月）
- まきちゃんと〇〇（まるまる）。 （BSN新潟放送、2015年7月7日 - 12月29日）共演者：相沢まき、愛菜
- まきちゃんと〇〇（まるまる）。season2 （BSN新潟放送、2016年8月8日 - 2017年2月28日）共演者：相沢まき、愛菜

### インターネット放送
- ケイダッシュステージの殴るなら殴れ!!(2013年8月 - ）
- 若手ベテラン会vs三十路会（ニコジョッキー二周年特番、2014年8月）
- ほのとりま（ニコジョッキー、2013年9月）
- ダッシュの女神(SHOWROOM、ケイダッシュステージ、2014年2月 - ）レギュラー

### スマートフォン向け放送
- オサレさん3（nottv3、2014年8月、2014年11月）

### その他
- 美女暦（2014年1月）
- ゆかたダンサーズ(東京湾納涼船2014、2014年7月 - 2014年9月）